# Елахија
Елахија је личност из грчке митологије.

## Митологија
Према Аполодору, Елахија је била једна од многих кћерки Теспија и Мегамеде. Са Хераклом је имала сина Булеја.